# Interior music
Interior Music est un album de musique électronique créé par Jean-Michel Jarre en 2001. Cet album célèbre l'ouverture du magasin d'appareillage électronique Bang & Olufsen à Paris. Seulement 1 000 copies furent produites et aucune ne suivit après ce tirage relativement limité.

## Liste des morceaux
| No | Titre            | Durée |
| -- | ---------------- | ----- |
| 1. | Bonjour-Hello    | 25:58 |
| 2. | Whispers Of Life | 25:56 |